# Nevrorthus hannibal
Nevrorthus hannibal là một loài côn trùng trong họ Nevrorthidae thuộc bộ Neuroptera. Loài này được U. Aspöck & H. Aspöck miêu tả năm 1983.